# Harald Irnberger
Harald Irnberger (* 24. August 1949 in Wolfsberg; † 7. August 2010 in Andalusien) war ein österreichischer Journalist und Schriftsteller. Er war von 1977 bis 1982 Gründer, Herausgeber und Chefredakteur der österreichischen politischen Zeitschrift Extrablatt.
Irnberger arbeitete ab 1967 als Journalist für eine Vielzahl österreichischer und internationaler Presseorgane. Das von ihm gegründete und geleitete Zeitschrift Extrablatt war für seine Aufdeckung von politischen Skandalen, Korruption und Vetternwirtschaft bekannt. In seinen späteren Jahren schrieb Irnberger mehrere Kriminalromane über diese Thematik.
Außerdem war er als Spanien-Korrespondent für die Fußball-Fachzeitung Kicker tätig.